# Laurence Leboucher
Laurence Leboucher (Alençon, Orne, 22 de febrer de 1972) va ser una ciclista francesa. Especialista en ciclocròs i ciclisme de muntanya, va guanyar els campionats del món en ambdues modalitats. Ha participat en quatre edicions dels Jocs Olímpics.

## Palmarès en ciclisme de muntanya
- 1998
  -  Campiona del món en Camp a través
  -  Campiona d'Europa en Camp a través
- 2000
  -  Campiona d'Europa en Camp a través
- 2001
  -  Campiona d'Europa en Camp a través
- 2002
  -  Campió d'Europa en Camp a través per relleus (amb Julien Absalon, Jean-Eudes Demaret i Cédric Ravanel)
- 2006
  -  Campiona de França en Camp a través
- 2007
  -  Campiona de França en Camp a través
- 2008
  -  Campiona del món en Camp a través per relleus (amb Jean-Christophe Péraud, Arnaud Jouffroy i Alexis Vuillermoz)
  -  Campiona d'Europa en Camp a través per relleus (amb Jean-Christophe Péraud, Arnaud Jouffroy i Alexis Vuillermoz)

## Palmarès en ciclocròs
- 1999-2000
  -  Campiona de França en ciclocròs
- 2000-2001
  -  Campiona de França en ciclocròs
- 2001-2002
  -  Campiona del món en ciclocròs
- 2002-2003
  -  Campiona de França en ciclocròs
- 2003-2004
  -  Campiona del món en ciclocròs
- 2005-2006
  -  Campiona de França en ciclocròs
- 2007-2008
  -  Campiona de França en ciclocròs

## Palmarès en ruta
- 1995
  - 1a al Tour de l'Alta Viena i vencedora d'una etapa
- 1998
  - 1a al Tour de la Drôme i vencedora d'una etapa
- 2000
  - 1a al Tour de l'Alta Viena i vencedora d'una etapa